# Copa Mundial Junior de Hockey Femenino de 2023
La Copa Mundial Junior de Hockey Femenino de 2023 fue la décima edición de la Copa Mundial Junior de Hockey Femenino organizada por la FIH. Se realizó entre el 29 de noviembre y el 10 de diciembre de 2023 en Santiago, Chile.
Países Bajos venció 4-1 en los penales a Argentina luego de que el partido finalizara empatado 2-2 en el tiempo reglamentario. De esta manera, Países Bajos consiguió su quinto título en el torneo.

## Formato
En la fase de grupos las 16 selecciones participantes serán divididas en cuatro grupos de cuatro equipos cada uno. Los grupos se jugaron por el sistema de todos contra todos. 
Pasaron a la fase final los dos mejores equipos de cada grupo, en tanto que los dos restantes quedaron eliminados. En la fase final jugaron cuartos de final, semifinales y final mediante el sistema de eliminación directa. Los ocho equipos eliminados en la fase de grupos disputaron sus posiciones finales en la clasificación del 9.º al 16.º puesto.

## Clasificación
Además de Chile, que se clasificó automáticamente como anfitrión, las otras 15 selecciones participantes lograron su plaza a través de sus torneos continentales.
| Competición                         | Fecha             | Sede         | Plazas | Clasificados                                    |
| ----------------------------------- | ----------------- | ------------ | ------ | ----------------------------------------------- |
| País anfitrión                      |                   | Santiago     | 1      | Chile                                           |
| Campeonato EuroHockey Junior 2022   | 24-30 de julio    | Gante        | 5      | Alemania Bélgica Países Bajos Inglaterra España |
| Copa de Oceanía Junior 2022         | 8-11 de diciembre | Canberra     | 2      | Australia Nueva Zelanda                         |
| Copa de África Junior 2023          | 12-16 de marzo    | Ismailía     | 2      | Sudáfrica Zimbabue                              |
| Campeonato Panamericano Junior 2023 | 10-18 de abril    | Bridgetown   | 3      | Estados Unidos Argentina Canadá                 |
| Copa de Asia Junior 2023            | 2-11 de junio     | Kakamigahara | 3      | India Corea del Sur Japón                       |

## Árbitras
La FIH seleccionó 14 árbitras para este torneo:
| - VILLAFAÑE Verónica - ROBERTSON Kristy - SERGEANT Magali - CHEN Jianjun - KIM Jung Hee - ADELL Sandra - DEVI Durga | - INAMOTO Minami - WAGATSUMA Junko - MOCKAITYTE Kamile - TURNER Katrina - PAZOS Victoria - WOLTER Lizelotte - TAYLOR Melissa |

## Fase de grupos
Los grupos se establecieron en base a la Clasificación Mundial Junior de la FIH.

### Grupo A
| Equipo       | J | G | E | P | GF | GC | Pts |
| ------------ | - | - | - | - | -- | -- | --- |
| Países Bajos | 3 | 2 | 1 | 0 | 15 | 2  | 7   |
| Australia    | 3 | 2 | 1 | 0 | 8  | 2  | 7   |
| Chile        | 3 | 1 | 0 | 2 | 1  | 9  | 3   |
| Sudáfrica    | 3 | 0 | 0 | 3 | 0  | 11 | 0   |

| 29 de noviembre | Países Bajos            | 2:2     | Australia                | Estadio Nacional, Santiago              |                                         |
|                 | Moes 40' · Beljaars 57' | Reporte | 12' Stewart · 54' Brooks | Árbitra: Katrina Turner Magali Sergeant | Árbitra: Katrina Turner Magali Sergeant |

| 29 de noviembre | Sudáfrica | 0:1     | Chile         | Estadio Nacional, Santiago       |                                  |
|                 |           | Reporte | 27' Gutiérrez | Árbitra: Durga Devi Sandra Adell | Árbitra: Durga Devi Sandra Adell |

| 30 de noviembre | Sudáfrica | 0:6     | Países Bajos                                         | Estadio Nacional, Santiago                   |                                              |
|                 |           | Reporte | 2', 18', 43' Roberts · 27' Dicke · 39', 57' Beljaars | Árbitra: Kristy Robertson Verónica Villafañe | Árbitra: Kristy Robertson Verónica Villafañe |

| 30 de noviembre | Australia                       | 2:0     | Chile | Estadio Nacional, Santiago                |                                           |
|                 | Cullum-Sanders 6' · Stewart 44' | Reporte |       | Árbitra: Junko Wagatsuma Lizelotte Wolter | Árbitra: Junko Wagatsuma Lizelotte Wolter |

| 2 de diciembre | Australia                                      | 4:0     | Sudáfrica | Estadio Nacional, Santiago              |                                         |
|                | Jones 4' · Cullum-Sanders 17', 46' · Kenny 51' | Reporte |           | Árbitra: Magaki Sergeant Minami Inamoto | Árbitra: Magaki Sergeant Minami Inamoto |

| 2 de diciembre | Países Bajos                                                                                | 7:0     | Chile | Estadio Nacional, Santiago               |                                          |
|                | Dicke 5' · Roberts 6' · Jansen 9' · Beljaars 26', 51' · Winter 31' · Van den Nieuwenhof 60' | Reporte |       | Árbitra: Sandra Adell Verónica Villafañe | Árbitra: Sandra Adell Verónica Villafañe |

### Grupo B
| Equipo        | J | G | E | P | GF | GC | Pts |
| ------------- | - | - | - | - | -- | -- | --- |
| Argentina     | 3 | 3 | 0 | 0 | 18 | 0  | 9   |
| España        | 3 | 2 | 0 | 1 | 10 | 2  | 6   |
| Corea del Sur | 3 | 1 | 0 | 2 | 7  | 5  | 3   |
| Zimbabue      | 3 | 0 | 0 | 3 | 0  | 28 | 0   |

| 29 de noviembre | Corea del Sur                                                              | 6:0     | Zimbabue | Estadio Nacional, Santiago           |                                      |
|                 | Park Mig. 9' · Lee S. 30' · An 34' · Jeong 43' · Choi N. 55' · Choi J. 58' | Reporte |          | Árbitra: Jianjun Chen Victoria Pazos | Árbitra: Jianjun Chen Victoria Pazos |

| 29 de noviembre | Argentina  | 1:0     | España | Estadio Nacional, Santiago               |                                          |
|                 | Raposo 22' | Reporte |        | Árbitra: Lizelotte Wolter Melissa Taylor | Árbitra: Lizelotte Wolter Melissa Taylor |

| 1 de diciembre | España                                                                                 | 8:0     | Zimbabue | Estadio Nacional, Santiago                 |                                            |
|                | Barba 9' · Lima 10', 12', 32' · Melero 17' · Carmona 23' · C. Fernández 49' · Sola 55' | Reporte |          | Árbitra: Verónica Villafañe Katrina Turner | Árbitra: Verónica Villafañe Katrina Turner |

| 1 de diciembre | Corea del Sur | 0:3     | Argentina                                  | Estadio Nacional, Santiago              |                                         |
|                |               | Reporte | 17' Pacheco · 41' Santamarina · 52' Raposo | Árbitra: Sandra Adell Kamile Mockaityte | Árbitra: Sandra Adell Kamile Mockaityte |

| 3 de diciembre | España                                 | 2:1     | Corea del Sur | Estadio Nacional,                   |                                     |
|                | Carmona 30' · Sáenz de Santa María 43' | Reporte | 59' An        | Árbitra: Magali Sergeant Durga Devi | Árbitra: Magali Sergeant Durga Devi |

| 3 de diciembre | Argentina | 14:0    | Zimbabue | Estadio Nacional, Santiago                |                                           |
|                | Pacheco 6', 37', 53' · Díaz 9', 36' · Raposo 13', 60' · Bruggesser 19' · Ferola 32', 51' · Casas 40', 40' · Santamarina 47' · Castellaro 59' | Reporte |          | Árbitra: Kamile Mockaityte Katrina Turner | Árbitra: Kamile Mockaityte Katrina Turner |

### Grupo C
| Equipo   | J | G | E | P | GF | GC | Pts |
| -------- | - | - | - | - | -- | -- | --- |
| Bélgica  | 3 | 3 | 0 | 0 | 17 | 2  | 9   |
| Alemania | 3 | 2 | 0 | 1 | 12 | 9  | 6   |
| India    | 3 | 1 | 0 | 2 | 17 | 7  | 3   |
| Canadá   | 3 | 0 | 0 | 3 | 0  | 28 | 0   |

| 29 de noviembre | India                                                                                        | 12:0    | Canadá | Estadio Nacional, Santiago                |                                           |
|                 | Annu 4', 6', 39' · D.Toppo 21' · Khan 26', 41', 54', 60' · Soreng 34', 50', 60' · Neelam 45' | Reporte |        | Árbitra: Minami Inamoto Kamile Mockaityte | Árbitra: Minami Inamoto Kamile Mockaityte |

| 29 de noviembre | Alemania | 0:6     | Bélgica                                     | Estadio Nacional, Santiago                |                                           |
|                 |          | Reporte | 15', 32', 37' Bonami · 44', 47', 60' Dewaet | Árbitra: Junko Wagatsuma Kristy Robertson | Árbitra: Junko Wagatsuma Kristy Robertson |

| 30 de noviembre | Bélgica                                                                              | 8:0     | Canadá | Estadio Nacional, Santiago           |                                      |
|                 | Bonami 3', 49' · De Clerck 7' · Cornelissens 11' · Dewaet 36', 39' · Geerts 43', 52' | Reporte |        | Árbitra: Victoria Pazos Sandra Adell | Árbitra: Victoria Pazos Sandra Adell |

| 30 de noviembre | India                            | 3:4     | Alemania                                  | Estadio Nacional, Santiago           |                                      |
|                 | Annu 11' · Kumari 14' · Khan 24' | Reporte | 17' Schwabe · 21', 36' Plüth · 38' Seidel | Árbitra: Chen Jianjun Katrina Turner | Árbitra: Chen Jianjun Katrina Turner |

| 2 de diciembre | Bélgica                               | 3:2     | India         | Estadio Nacional, Santiago           |                                      |
|                | Schreurs 5' · De Mot 42' · Bonami 52' | Reporte | 47', 51' Annu | Árbitra: Melissa Taylor Chen Jianjun | Árbitra: Melissa Taylor Chen Jianjun |

| 2 de diciembre | Alemania                                                                   | 8:0     | Canadá | Estadio Nacional, Santiago          |                                     |
|                | Stoffelsma 14', 49', 52' · Plüth 37', 54', 60' · Haid 43' · Boehringer 44' | Reporte |        | Árbitra: Durga Devi Junko Wagatsuma | Árbitra: Durga Devi Junko Wagatsuma |

### Grupo D
| Equipo         | J | G | E | P | GF | GC | Pts |
| -------------- | - | - | - | - | -- | -- | --- |
| Inglaterra     | 3 | 2 | 0 | 1 | 11 | 6  | 6   |
| Japón          | 3 | 2 | 0 | 1 | 7  | 4  | 6   |
| Estados Unidos | 3 | 2 | 0 | 1 | 10 | 8  | 6   |
| Nueva Zelanda  | 3 | 0 | 0 | 3 | 3  | 13 | 0   |

| 30 de noviembre | Inglaterra                                                | 5:0     | Nueva Zelanda | Estadio Nacional, Santiago              |                                         |
|                 | Bingham 7' · Long 26', 46' · Pocknell 52' · Alexander 56' | Reporte |               | Árbitra: Magali Sergeant Minami Inamoto | Árbitra: Magali Sergeant Minami Inamoto |

| 30 de noviembre | Estados Unidos  | 2:1     | Japón         | Estadio Nacional, Santiago            |                                       |
|                 | Bruder 20', 21' | Reporte | 13' Hiramitsu | Árbitra: Durga Devi Kamile Mockaityte | Árbitra: Durga Devi Kamile Mockaityte |

| 1 de diciembre | Nueva Zelanda | 1:2     | Japón                   | Estadio Nacional, Santiago             |                                        |
|                | Reid 19'      | Reporte | 35' Murayama · 41' Ueno | Árbitra: Melissa Taylor Victoria Pazos | Árbitra: Melissa Taylor Victoria Pazos |

| 1 de diciembre | Estados Unidos                | 2:5     | Inglaterra                                                     | Estadio Nacional, Santiago                 |                                            |
|                | Mendez-Trendler 6' · Rose 19' | Reporte | 27' Swain · 32' Alexander · 36' Long · 50' Axford · 58' Spavin | Árbitra: Lizelotte Wolter Kristy Robertson | Árbitra: Lizelotte Wolter Kristy Robertson |

| 3 de diciembre | Inglaterra  | 1:4     | Japón                             | Estadio Nacional, Santiago               |                                          |
|                | Bingham 27' | Reporte | 18', 31' Sasaki · 40', 51' Oshima | Árbitra: Kristy Robertson Victoria Pazos | Árbitra: Kristy Robertson Victoria Pazos |

| 3 de diciembre | Nueva Zelanda        | 2:6     | Estados Unidos                                                   | Estadio Nacional, Santiago                   |                                              |
|                | Eades 54' · Reid 58' | Reporte | 23' Mendez-Trendler · 31', 50', 58' Tamer · 59' Croon · 59' Rose | Árbitra: Lizelotte Wolter Verónica Villafañe | Árbitra: Lizelotte Wolter Verónica Villafañe |

## Ronda consuelo

### Clasificación del 9º al 16º
| 5 de diciembre | India                               | 3:3     | Nueva Zelanda                    | Estadio Nacional, Santiago              |                                         |
|                | Kumari 8' · Chhatri 17' · Toppo 53' | Reporte | 11' Story · 14' Harris · 49' Pho | Árbitra: Junko Wagatsuma Minami Inamoto | Árbitra: Junko Wagatsuma Minami Inamoto |

| 5 de diciembre | Estados Unidos                                                                                   | 8:0     | Canadá | Estadio Nacional, Santiago           |                                      |
|                | Mendez-Trendler 10' · Bruder 38' · Adams 41' · Rose 42', 43' · Dixon 57' · Tamer 59' · Wadas 60' | Reporte |        | Árbitra: Melissa Taylor Chen Jianjun | Árbitra: Melissa Taylor Chen Jianjun |

| 5 de diciembre | Corea del Sur | 1:1     | Sudáfrica | Estadio Nacional, Santiago                   |                                              |
|                | Lee. S 12'    | Reporte | 30' Phume | Árbitra: Kristy Robertson Verónica Villafañe | Árbitra: Kristy Robertson Verónica Villafañe |

| 5 de diciembre | Chile                   | 2:0     | Zimbabue | Estadio Nacional, Santiago            |                                       |
|                | Muñoz 8' · Ma. Gago 23' | Reporte |          | Árbitra: Sandra Adell Magali Sargeant | Árbitra: Sandra Adell Magali Sargeant |

### Del 13º al 16º
| 7 de diciembre | Zimbabue   | 1:1     | Canadá    | Estadio Nacional, Santiago            |                                       |
|                | Elijah 52' | Reporte | 10' Kuzyk | Árbitra: Junko Wagatsuma Chen Jianjun | Árbitra: Junko Wagatsuma Chen Jianjun |

| 7 de diciembre | Sudáfrica                          | 3:1     | Nueva Zelanda | Estadio Nacional, Santiago                    |                                               |
|                | Isaacs 21' · Phume 34' · Janse 52' | Reporte | 44' Cotter    | Árbitra: Verónica Villafañe Kamile Mockaityte | Árbitra: Verónica Villafañe Kamile Mockaityte |

#### Decimoquinto puesto
| 9 de diciembre | Canadá                       | 3:5     | Nueva Zelanda                               | Estadio Nacional, Santiago             |                                        |
|                | Kuzyk 3' · Mathisen 27', 50' | Reporte | 6' Cotter · 20', 23', 42' Harris · 32' Reid | Árbitra: Minami Inamoto Melissa Taylor | Árbitra: Minami Inamoto Melissa Taylor |

#### Demimotercer puesto
| 9 de diciembre | Zimbabue   | 1:6     | Sudáfrica                                             | Estadio Nacional, Santiago                  |                                             |
|                | Elijah 36' | Reporte | 17' Mendonca · 21', 32', 47', 60' Hamza · 50' Brisset | Árbitra: Junko Wagatsuma Verónica Villafañe | Árbitra: Junko Wagatsuma Verónica Villafañe |

### Del 9º al 12º
| 7 de diciembre | Corea del Sur | 1:3     | India                            | Estadio Nacional, Santiago           |                                      |
|                | Choi J. 19'   | Reporte | 23' Kumari · 44' Khan · 46' Annu | Árbitra: Minami Inamoto Sandra Adell | Árbitra: Minami Inamoto Sandra Adell |

| 7 de diciembre | Chile     | 1:5     | Estados Unidos                                               | Estadio Nacional, Santiago         |                                    |
|                | Muñoz 59' | Reporte | 10' Mendez-Trendler · 15', 41' Croon · 15' Rose · 60' Bruder | Árbitra: Durga Devi Victoria Pazos | Árbitra: Durga Devi Victoria Pazos |

#### Decimoprimer puesto
| 9 de diciembre | Chile        | 1:2     | Corea del Sur          | Estadio Nacional, Santiago         |                                    |
|                | Irazoqui 15' | Reporte | 17' Park Mih. · 22' An | Árbitra: Durga Devi Victoria Pazos | Árbitra: Durga Devi Victoria Pazos |

#### Noveno puesto
| 9 de diciembre | Estados Unidos                              | 2:2 (2:3 p.)               | India                       | Estadio Nacional, Santiago           |                                      |
|                | Thomassey 27', 53'                          | Reporte                    | 11' Chorsiya · 57' Toppo    | Árbitra: Chen Jianjun Katrina Turner | Árbitra: Chen Jianjun Katrina Turner |
|                |                                             | Tiros desde el punto penal |                             |                                      |                                      |
|                | Tamer Wadas Dixon Bent-Cole Underwood Wadas |                            | Preeti Rana Khan Annu Pisal |                                      |                                      |

## Ronda campeonato

### Cuartos de final
| 6 de diciembre | Países Bajos                                       | 4:1     | España   | Estadio Nacional, Santiago                |                                           |
|                | Winter 3' · Beljaars 8' · Van Loon 11' · Dicke 34' | Reporte | 42' Lima | Árbitra: Kamile Mockaityte Katrina Turner | Árbitra: Kamile Mockaityte Katrina Turner |

| 6 de diciembre | Inglaterra | 1:0     | Alemania | Estadio Nacional, Santiago               |                                          |
|                | Spavin 39' | Reporte |          | Árbitra: Lizelotte Wolter Melissa Taylor | Árbitra: Lizelotte Wolter Melissa Taylor |

| 6 de diciembre | Bélgica      | 1:0     | Japón | Estadio Nacional, Chile                |                                        |
|                | Schreurs 60' | Reporte |       | Árbitra: Kristy Robertson Chen Jianjun | Árbitra: Kristy Robertson Chen Jianjun |

| 6 de diciembre | Argentina                              | 3:1     | Australia   | Estadio Nacional, Santiago              |                                         |
|                | Cairo 20' · Casas 26' · Bruggesser 52' | Reporte | 39' Stewart | Árbitra: Magali Sergeant Victoria Pazos | Árbitra: Magali Sergeant Victoria Pazos |

### Clasificación del 5º al 8º
| 8 de diciembre | España      | 1:2     | Alemania                   | Estadio Nacional, Santiago                  |                                             |
|                | Jiménez 30' | Reporte | 14' M. Fischer · 30+' Haid | Árbitra: Kristy Robertson Kamile Mockaityte | Árbitra: Kristy Robertson Kamile Mockaityte |

| 8 de diciembre | Australia   | 1:0     | Japón | Estadio Nacional, Santiago         |                                    |
|                | Stewart 59' | Reporte |       | Árbitra: Katrina Turner Durga Devi | Árbitra: Katrina Turner Durga Devi |

#### Séptimo puesto
| 10 de diciembre | España                 | 2:4     | Japón                                          | Estadio Nacional, Santiago              |                                         |
|                 | Pérez 6' · Jiménez 15' | Reporte | 11', 26' Hayasuke · 18' Matsunami · 34' Sasaki | Árbitra: Kamile Mockaityte Chen Jianjun | Árbitra: Kamile Mockaityte Chen Jianjun |

#### Quinto puesto
| 10 de diciembre | Alemania | 0:2     | Australia                 | Estadio Nacional, Santiago           |                                      |
|                 |          | Reporte | 25' A. Lawton · 33' Young | Árbitra: Sandra Adell Minami Inamoto | Árbitra: Sandra Adell Minami Inamoto |

### Semifinales
| 8 de diciembre | Países Bajos                                                                       | 8:1     | Inglaterra | Estadio Nacional, Santiago            |                                       |
|                | Roberts 1', 46' · Beljaars 7', 22' · Dicke 17' · Reijnen 20', 53' · De Nooijer 35' | Reporte | 33' Spavin | Árbitra: Magali Sergeant Sandra Adell | Árbitra: Magali Sergeant Sandra Adell |

| 8 de diciembre | Argentina                              | 0:0 (3:1 p.)               | Bélgica                        | Estadio Nacional, Santiago               |                                          |
|                |                                        | Reporte                    |                                | Árbitra: Lizelotte Wolter Melissa Taylor | Árbitra: Lizelotte Wolter Melissa Taylor |
|                |                                        | Tiros desde el punto penal |                                |                                          |                                          |
|                | Santamarina Bruggessser Pagella Raposo |                            | Bonami De Mot De Clerck Dewaet |                                          |                                          |

#### Tercer puesto
| 10 de diciembre | Inglaterra | 0:7     | Bélgica                                                    | Estadio Nacional, Santiago                 |                                            |
|                 |            | Reporte | 7', 36', 44', 47', 58' Bonami · 39' Dewaet · 45' De Clerck | Árbitra: Lizelotte Wolter Kristy Robertson | Árbitra: Lizelotte Wolter Kristy Robertson |

#### Final
| 10 de diciembre | Países Bajos             | 2:2 (4:1 p.)               | Argentina             | Estadio Nacional, Santiago              |                                         |
|                 | Roberts 35', 57'         | Reporte                    | 20' Díaz · 29' Raposo | Árbitra: Victoria Pazos Magali Sergeant | Árbitra: Victoria Pazos Magali Sergeant |
|                 |                          | Tiros desde el punto penal |                       |                                         |                                         |
|                 | Winter Moes Jansen Dicke |                            | Díaz Raposo Pagella   |                                         |                                         |

|                                 |
| Bandera de los Países Bajos     |
| Campeón Países Bajos 5.º título |

## Posiciones
| Posición | Equipo         |
| -------- | -------------- |
| 1        | Países Bajos   |
| 2        | Argentina      |
| 3        | Bélgica        |
| 4        | Inglaterra     |
| 5        | Australia      |
| 6        | Alemania       |
| 7        | Japón          |
| 8        | España         |
| 9        | India          |
| 10       | Estados Unidos |
| 11       | Corea del Sur  |
| 12       | Chile          |
| 13       | Sudáfrica      |
| 14       | Zimbabue       |
| 15       | Nueva Zelanda  |
| 16       | Canadá         |

## Premios
| Premio              | Ganadora        |
| ------------------- | --------------- |
| Máxima goleadora    | Astrid Bonami   |
| Jugadora del torneo | Teresa Lima     |
| Arquera del torneo  | Mercedes Artola |

Fuente: